# Пердик
Пердик је у грчкој митологији била или Дедалова сестра и Калова (или Талова) мајка или према Овидију Дедалов сестрић или према чешћим наводима, његов отац.

## Митологија
Дедал је имао сестрића кога је обучавао. Међутим, испоставило се да је ученик био талентованији од учитеља, па га је Дедал убио. Извори наводе да га Дедал не би убио због љубоморе, иако ју је осећао, већ зато што је сумњао да има односе са својом мајком. Његова мајка Пердика, када је чула ове вести, обесила се, а суграђани су јој подигли светилиште недалеко од Акропоља.

## Тумачење
Према неким изворима, друго име Талове мајке Пердике је Поликаста. Оно има значење „много калаја“, које повезује овај мит са митом о бронзаном човеку, Таловом имењаку. Критска превласт умногоме је зависила од доброг снабдевања калајем, који се мешао са бакром. Према професору Кристифору Хокису, најближи извор калаја је било острво Мајорка.

## Биологија
Латинско име ове личности (Perdix) је назив за род птица јаребица. Према миту, Атена је младића (Кала, Тала или Пердика) након смрти претворила у птицу, јаребицу.